# Parafia Ewangelicko-Augsburska Świętego Ducha w Orzeszu
Parafia Ewangelicko-Augsburska w Orzeszu – parafia Kościoła Ewangelicko-Augsburskiego w RP, w diecezji katowickiej.

## Historia
Historia ewangelicyzmu w Orzeszu sięga drugiej połowy XVI w. Odprawiano wówczas nabożeństwa w kościołach w Woszczycach oraz w kościele św. Wawrzyńca w Orzeszu.
Jednak pierwsza parafia, nie posiadająca wówczas jeszcze kościoła, formalnie powstała w 1872 r. Nabożeństwa odprawiano w ratuszu, później w gospodzie, w cechowni kopalni Fryderyk i Orzesze, oraz w kaplicy urządzonej w sali "Domu Jana" w Zawiści należącego do rodziny Hegenscheidt. Obecny kościół parafialny został wybudowany ze środków fundacji Katarzyny Hegenscheidt żony królewskiego radcy Prus Rudolfa Hegenscheidta z Zawiści.
Pierwszym po II wojnie światowej proboszczem parafii, zamieszkującym w Orzeszu, został wybrany w 1998 r. ks. Henryk Reske, wcześniej wikariusz (w latach 1991–1995) i administrator parafii (w latach 1996–1998).

## Kościół Ducha Świętego
Kościół zaprojektowany przez arch. F. Henry’ego z Wrocławia został zbudowany w latach 1912–1913 w wiejskim stylu maklembursko-pomorskim. Wnętrze upiększyli malarze Belling i Zabel z Berlina. Poświęcenie odbyło się 13 maja 1913 r. Kościół otrzymał imię (wezwanie) Ducha Świętego. Fundatorem witraża przedstawiającego zesłanie Ducha Świętego był właściciel majątku w Ornontowicach, Otto Hagenscheidt. W kościele znajdują się 10-głosowe organy firmy "Schlag i Synowie" ze Świdnicy.
31 stycznia 1983 r. ks. senior Rudolf Pastucha poświęcił nowy ołtarz, ambonę oraz prezbiterium wykonane z marmuru, których pomysłodawcą był ówczesny administrator parafii ks. Jan Gross. W następnym roku zakończono remont kościoła. Odmalowano wnętrze, a w starej "marowni" urządzono kaplicę przedpogrzebową. W latach 1992 i 1993 zgazyfikowano centralne ogrzewanie kościoła, wymieniono dach i rynny, a także dokonano kapitalnego remontu wieży kościelnej.
W 1999 r. parafia odzyskała część nieruchomości po byłym Ewangelickim Związku Szkolnym.
W 2000 r. przeprowadzono gruntowny remont sali parafialnej, a w 2003 r. przeprowadzono kapitalny remont wnętrza kościoła wraz z wymianą okien.
Na wieży kościelnej znajduje się oryginalny mechanizm zegarowy pochodzący z 1912 r.
W parafii działa 40-osobowy chór kościelny, którym przez ponad 50 lat dyrygowała Edyta Mrozik, a obecnie dyryguje Anna Pojda. Odbywają się regularne spotkania młodzieży, nauczanie religii według grup wiekowych, zajęcia Szkółki Niedzielnej dla dzieci, spotkania kobiet. Radę parafialną stanowi 12 członków oraz proboszcz. Służbę katechetyczną sprawuje ks. Henryk Reske, katechetka mgr teologii Beata Reske, a nauczanie w Szkółce Niedzielnej Izabela Kłosko i Irena Rymisz. Kuratorem parafii (zastępca prezesa Rady Parafialnej) jest Joachim Rymisz.

## Duszpasterze
- ks. Jan Karpecki (do 1978)
- ks. Jan Gross, administrator (1978–1995).
- ks. Cezary Jordan, praktykant (1981–1984)
- ks. Henryk Kurzawa, wikariusz (1984–1991)
- ks. Henryk Reske, wikariusz (1991–1995), administrator (1996-1998), proboszcz (od 1998)

Jednym z praktykantów u boku ks. Jana Karpeckiego był obecny biskup diecezji katowickiej, ks. Tadeusz Szurman